# Villalba (Porto Rico)
Pour les articles homonymes, voir Villalba.
La municipalité de Villalba, sur l'île de Porto Rico (Code International : PR.VL) couvre une superficie de 96 km² et regroupe 27 913 habitants (au 31 décembre 2006).